# Asplenium colensoi
Asplenium colensoi là một loài dương xỉ trong họ Aspleniaceae. Loài này được Col. mô tả khoa học đầu tiên năm 1845.
Danh pháp khoa học của loài này chưa được làm sáng tỏ. 